# Chantemerle-les-Blés
Chantemerle-les-Blés település Franciaországban, Drôme megyében. Lakosainak száma 1342 fő (2022. január 1.). Chantemerle-les-Blés Bren, Chavannes, Érôme, Larnage, Marsaz, Mercurol-Veaunes és Saint-Barthélemy-de-Vals községekkel határos.

## Népesség
A település népességének változása:
| Lakosok száma | 610  | 557  | 732  | 1058 | 1205 | 1273 | 1282 | 1292 | 1327 | 1342 |
|               | 1968 | 1982 | 1990 | 2006 | 2013 | 2015 | 2017 | 2019 | 2020 | 2022 |